# Breviken
Breviken är ett 14 km långt och 1 km brett havsområde i Värmdö kommun i Stockholms skärgård.

## Geografi
Breviken ligger mellan Fågelbrolandet i söder, Strömma kanal i väster, Värmdölandet och Djurö i norr och Kanholmsfjärden i öster. Vid sitt smalaste ställe korsas den av Djuröbron med ett spann på 180 meter.
Enligt definition som används av VISS sträcker sig Breviken öster ut till en linje Klobbudden-Långholmen. Nordgränsen till Älgöfjärden går i Simpströmmen vid holmen Fågelsången.

## Sjöfart
Brevikens västra del trafikeras av båtar som passerar Strömma kanal. I Fagerdala finns allmän brygga och på Bullandö gästhamn med tillhörande service. Den östra delen, Stråket, korsas av farleden Vindöström - Simpströmmen - Nämdöfjärden. Här ligger Stavsnäs sommarhamn.

## Bilder

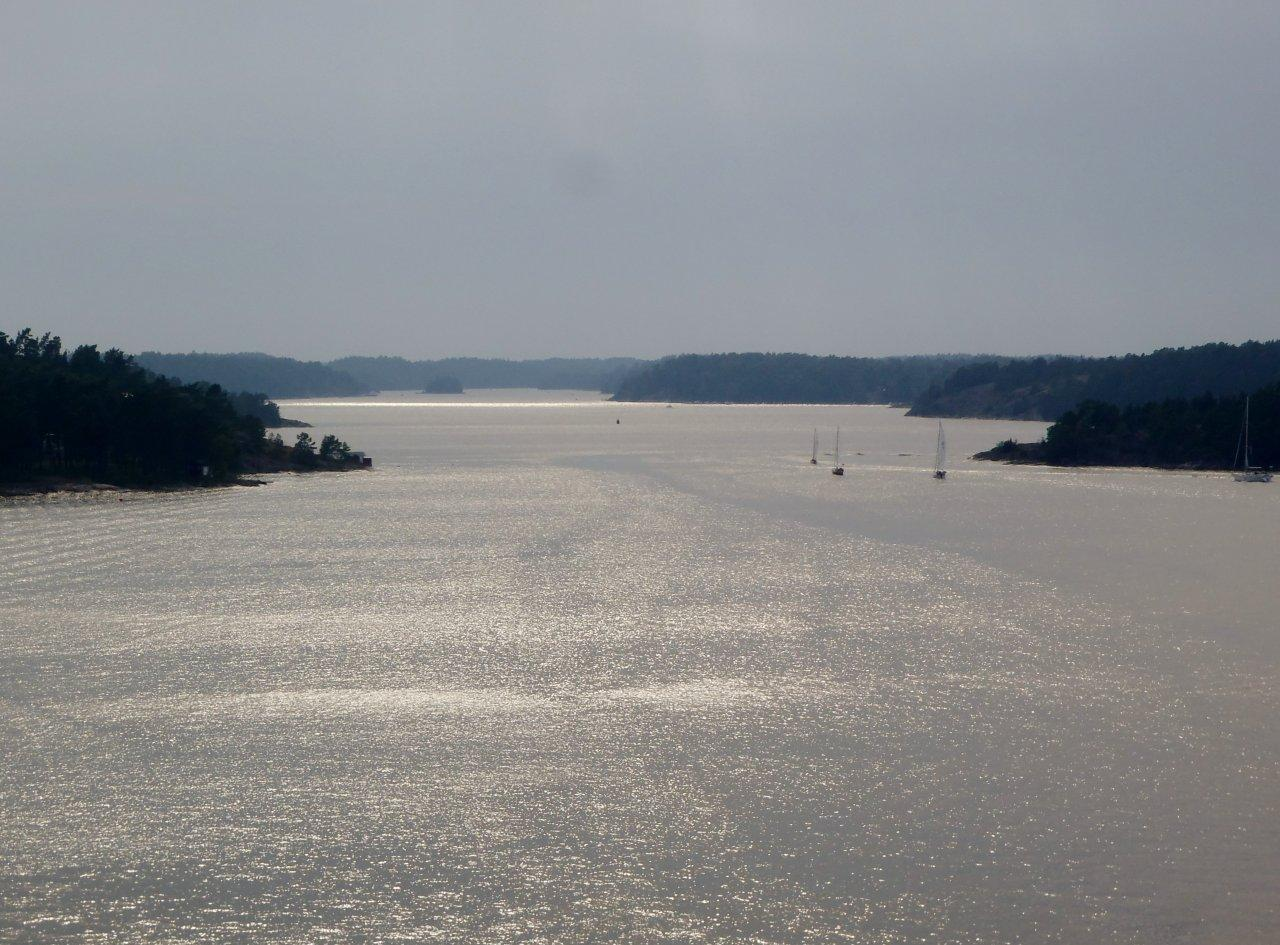
Vy från Djuröbron västerut
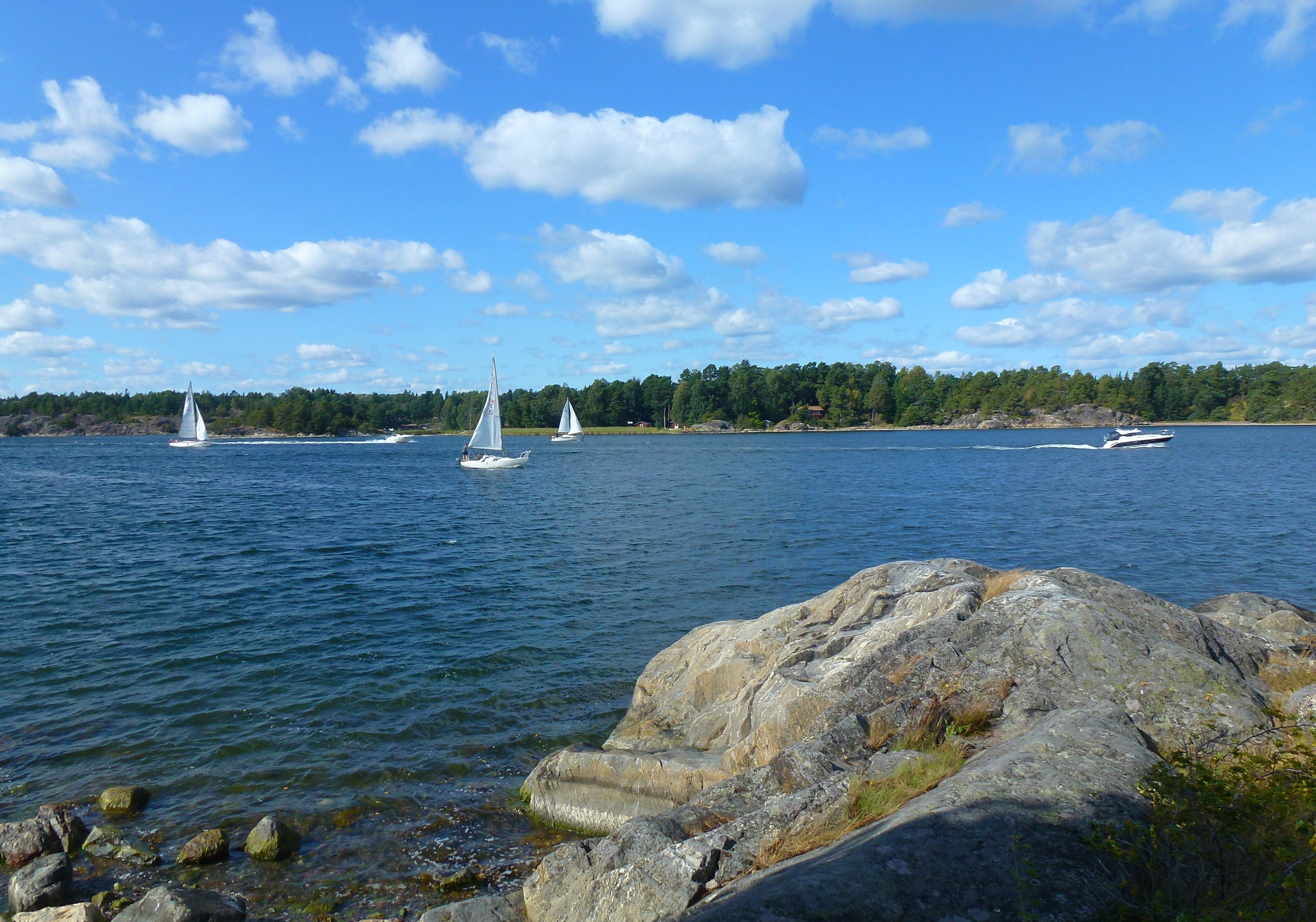
Breviken vid Stavsnäs
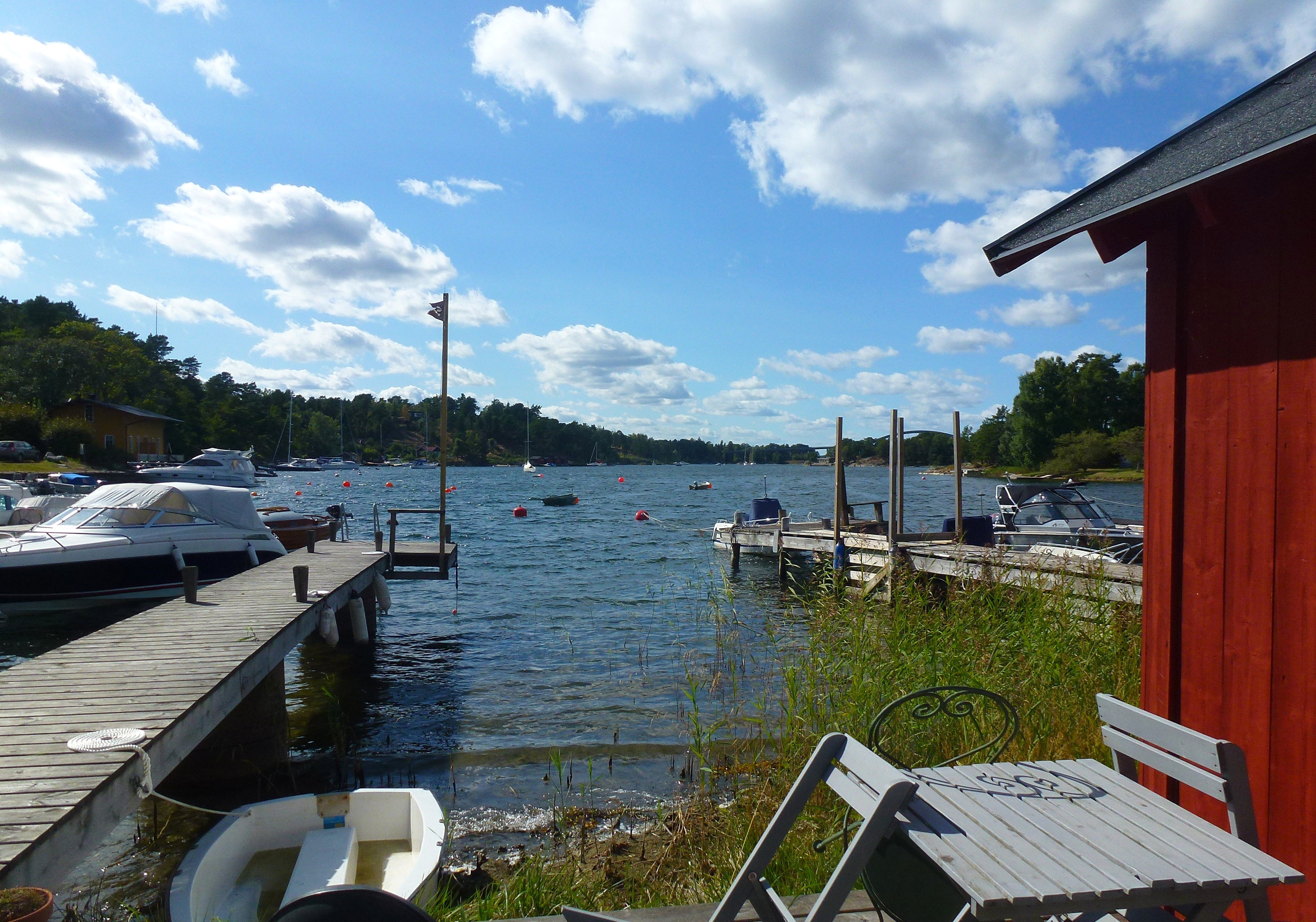
Stavsnäs sommarhamn
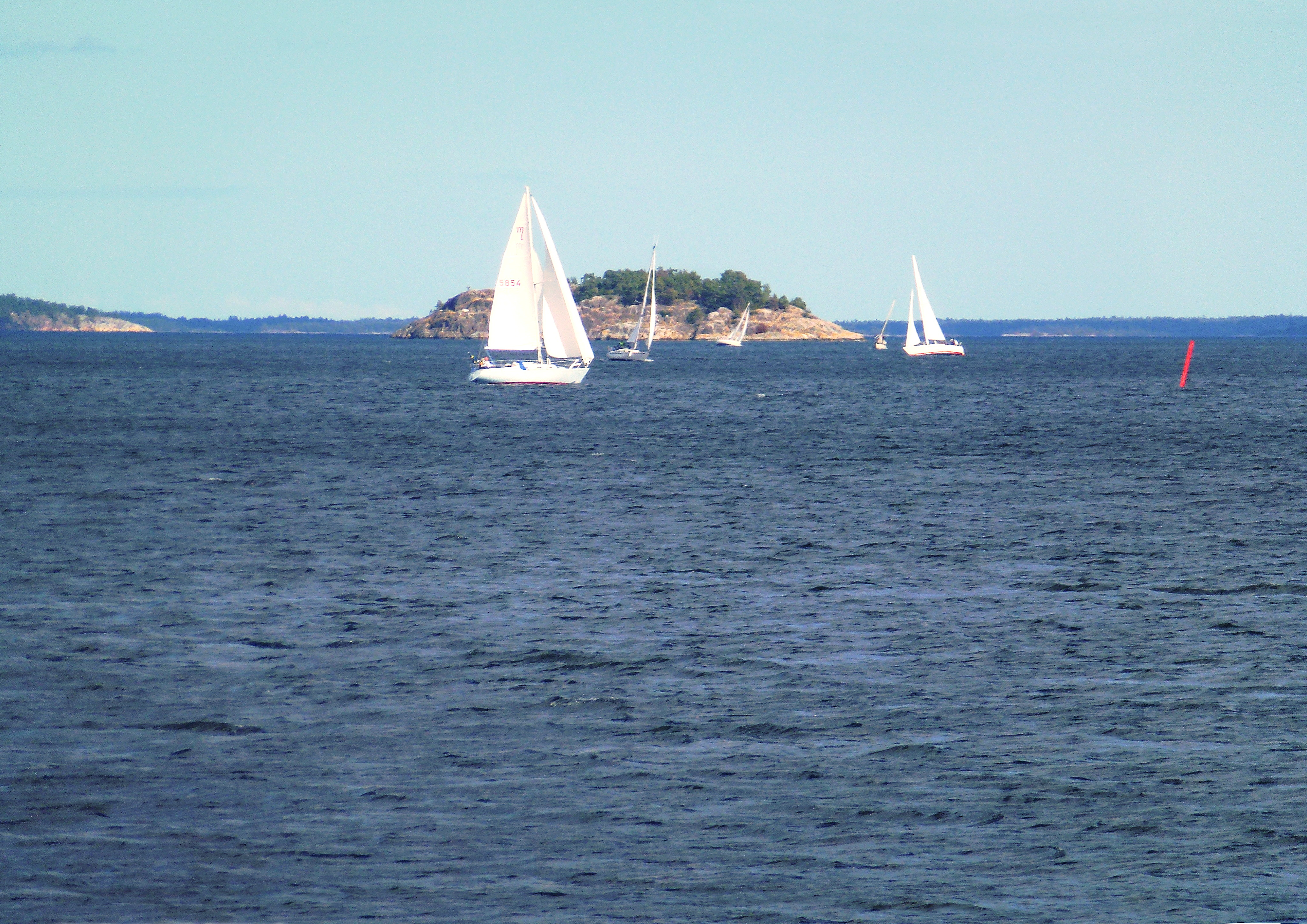
Breviken österut mot Kanholmsfjärden